# U-516
U-516 je bila nemška vojaška podmornica Kriegsmarine, ki je bila dejavna med drugo svetovno vojno.

## Zgodovina
14. maja 1945 se je podmornica predala v Loch Eribollu. V sklopu operacije Deadlight je bila nato poslana v Lisahally. Potopljena je bila 2. januarja 1946. 

## Poveljniki
| Poveljniki |                                    |                        |                                 |
| Št.        | Čin                                | Ime                    | Poveljstvo                      |
| 1.         | Kapitan korvete (Korvettenkapitän) | Gerhard Wiebe          | 10. marec 1942 - 23. junij 1943 |
| 2.         | Kapitan korvete (Korvettenkapitän) | Hans Pauckstadt (v.d.) | 11. maj 1942 - 27. maj 1943     |
| 3.         | Kapitanporočnik (Kapitänleutnant)  | Herbert Kuppisch       | 24. junij - 30. junij 1943      |
| 4.         | Kapitanporočnik (Kapitänleutnant)  | Hans-Rutger Tillessen  | 1. julij 1943 - december 1944   |
| 5.         | Nadporočnik (Oberleutnant zur See) | Friedrich Petran       | december 1944 - 14. maj 1945    |

## Tehnični podatki
| Kategorije                                    | Podatki                       |
| --------------------------------------------- | ----------------------------- |
| Teža (t): na površju pod površjem polna Teža  | 1.120 1.232 1.540             |
| Dolžina (m) - tlačni trup (m)                 | 76,76 - 58,75                 |
| Širina (m) - tlačni trup (m)                  | 6,76 - 4,4                    |
| Izpodriv (m)                                  | 4,7                           |
| Višina (m)                                    | 9,4                           |
| Moč (hp): na površju pod podvršjem            | 4.400 1.000                   |
| Hitrost (vozlov): na površju pod podvršjem    | 18,3 7,3                      |
| Doseg (milja/vozel): na površju pod podvršjem | 13.450/10 63/4                |
| Torpeda/Torpedne cevi                         | 22/6 (4 na premcu, 2 na krmi) |
| Krovni top (mm)                               | 105 (110 granat)              |
| Mine                                          | 44 TMA                        |
| Posadka                                       | 48-56                         |
| Maksimalni potop (m)                          | 230                           |